# Lautertal (Odenwald)
Lautertal (Odenwald) är en kommun i Kreis Bergstraße i Regierungsbezirk Darmstadt i förbundslandet Hessen i Tyskland. 
Kommunen bildades 31 december 1971 genom en sammanslagning av de tidigare kommunerna Beedenkirchen, Elmshausen, Gadernheim, Lautern och Reichenbach. Knoden och Schannenbach uppgick 1 augusti 1972 i Lautertal (Odenwald).